# 火山噴火予知連絡会
火山噴火予知連絡会（かざんふんかよちれんらくかい）は、火山噴火予知計画に基づいて、火山噴火の予知のための研究を行っている関係機関が集まり、「観測データや情報の交換を行い、火山活動についての総合的判断を行う」ことを主目的として設置されていた機関である。

## 概要
気象庁が事務局を担当しており、大学などの研究者や関係機関の専門家で構成されている。内閣府や国土交通省水管理・国土保全局などの防災機関も参加している。
よく似た経緯で設置されている地震予知連絡会（地震予知計画に基づいて設置）は事務局が国土地理院であり、委員が学識経験者と技術官庁（気象庁など）だけで構成されているなど、火山噴火予知連絡会とは性格がやや異なる。これは地震予知がまだ研究段階であるのに対して、火山噴火予知は観測体制などによっては可能なことがあるため、より防災に役立てることが期待されるためである。
年3回の定例会を開催しているが、顕著な火山噴火などの異常時には臨時に開催されることもある。また、特定の課題について検討するための検討会や特定の火山や地域の活動判断をするための部会が設置されることもある。
気象庁長官の私的諮問機関としての役割もあり、火山噴火予知連絡会の診断結果は気象庁から発表される。

## 主な歴史
- 1973年6月29日 火山噴火予知計画の推進について（文部省測地学審議会建議）
- 1974年6月20日 火山噴火予知連絡会発足[1]
- 1974年7月15日 第1回連絡会、初代会長に永田武
- 1975年4月1日 気象庁火山室設置
- 1978年4月26日 活動火山対策特別措置法改正・施行
- 1981年5月12日 2代目会長に下鶴大輔
- 1988年10月28日 活火山の選定のための活火山検討ワーキンググループを設置
- 1993年5月24日 3代目会長に井田喜明
- 1995年5月25日 火山活動の長期的評価等のため、火山噴火の長期予測に関するワーキングループを設置
- 1999年5月25日 活火山の選定及び長期的活動特性の評価のため活火山ワーキングループを設置
- 2006年5月13日 4代目会長に藤井敏嗣、初代副会長に石原和弘
- 2008年2月15日 観測網の強化・優先度整理のため「火山観測体制等に関する検討会」を設置
- 2014年11月28日 御嶽山の噴火災害を踏まえた活火山の観測体制の強化に関する緊急提言[2]を発表
- 2017年6月20日 5代目会長に石原和弘、副会長に清水洋、中田節也、森田裕一[3]
- 2019年7月2日 6代目会長に清水洋、副会長に中田節也、森田裕一
- 2024年11月27日 火山調査研究推進本部が発足し機能の多くが移行されたことを受け、火山噴火予知連絡会を終了[4]。今後は気象庁中に「火山情報アドバイザリー会議」を起き、噴火警戒レベルなどの情報を出す際に専門家から助言を受ける[5]。

## 類似の組織との比較
| 組織名                     | 発足年 | 任命権者     | 人数 | 設置根拠                 | 位置づけ           |
| -------------------------- | ------ | ------------ | ---- | ------------------------ | ------------------ |
| 地震予知連絡会             | 1969年 | 国土地理院長 | 30名 | 測地学審議会建議         | 検討と研究         |
| 火山噴火予知連絡会         | 1974年 | 気象庁長官   | 30名 | 測地学審議会建議         | 検討と研究         |
| 地震防災対策強化地域判定会 | 1979年 | 気象庁長官   | 6名  | 大規模地震対策特別措置法 | 東海地震の直前予知 |
| 地震調査委員会             | 1995年 | 文部科学大臣 | 12名 | 地震防災対策特別措置法   | 政府の公的機関     |